# Fort Steele
Fort Steele est un village historique situé dans la province de la Colombie-Britannique, dans le district régional d'East Kootenay.